# The Kid Inside
The Kid Inside è il sesto album discografico in studio del cantante statunitense John Mellencamp (ai tempi conosciuto come John Cougar), pubblicato nel 1983. L'album è stato registrato nel 1977 e avrebbe dovuto essere il disco d'esordio dell'artista.

## Tracce
1. Kid Inside – 5:32
2. Take What You Want – 3:14
3. Cheap Shot – 3:53
4. Sidewalk and Streetlights – 4:08
5. R. Gang – 2:30
6. American Son – 4:52
7. Gearhead – 2:38
8. Young Genocides – 2:26
9. Too Young to Live – 7:45
10. Survive – 4:09
11. The Whore – 1:21
12. The Man Who Sold the World (David Bowie) – 2:27